# 陳奇祿
陳奇祿（1923年4月27日—2014年10月6日），齋號求樸齋，臺灣臺南人，為人類學家，中央研究院院士、吳三連獎基金會及吳三連台灣史料基金會董事長。

## 生平
陳奇祿於大正十二年（1923年）4月27日生於日治台灣台南州北門郡將軍庄（今臺南市將軍區），3歲時即與父母到中國居住。中學讀鼓浪嶼鶴齡英華書院。昭和十八年（1943年）進入日本東京第一高等學校就讀，一年後進入上海聖約翰大學主修政治系。
1948年陳奇祿自上海聖約翰大學畢業後，返回台灣，任《公論報》國際版主編，並兼《台灣風土》主編。1949年入國立台灣大學歷史系擔任助教，辭去《公論報》職位，仍主編《台灣風土》。《台灣風物》創刊後，陳奇祿也參與《台灣風物》的編輯。之後進入美國新墨西哥大學、倫敦大學亞非學院深造。1953年自美返國後，晉升台大考古人類學系講師。1966年獲得日本東京大學社會學博士。後歷任台大考古人類系主任、台大文學院院長。
1972年－1974年，擔任中央研究院美國研究中心主任。
1974年－1977年，擔任中央研究院美國文化研究所所長。
1976年，當選中央研究院院士。11月19日，出任中國國民黨副秘書長。
1981年－1988年，擔任行政院文化建設委員會主任委員，同時也擔任中華文化復興運動總會秘書長，至1991年3月27日卸任。
2014年10月6日下午3點，陳奇祿因多重器官衰竭於台大醫院逝世。

## 著作
| 書名                                            | 作者                                                                 | 出版社                       | 出版時間 |
| 蓬車與明星                                      | 密特·布朗、陳奇祿、穆里爾·瑪格麗特·布朗                              | 新亞出版社                   | 1960     |
| Material Culture of the Formosan Aborigines     | Chen Chi-lu （陳奇祿）                                               | Taiwan Museum （臺灣博物館） | 1968     |
| 北美洲印第安人                                  | 陳奇祿                                                               | 不詳                         | 1974     |
| 民族與文化                                      | 陳奇祿                                                               | 黎明文化                     | 1981     |
| 臺灣土著文化研究                                | 陳奇祿                                                               | 聯經出版                     | 1992     |
| 文化與生活                                      | 陳奇祿                                                               | 允晨文化                     | 1994     |
| 台灣山胞物質文化                                | 陳奇祿、徐瀛洲、徐韶韺、李莎莉、徐韶仁                               | 中華民俗藝術基金會           | 1994     |
| 中國傳統年畫論集                                | 陳奇祿、昌彼得、吳哲夫、黃天橫、楊林寶璧、三宅教子、潘元石、川瀨健一 | 東洋思想研究所               | 1995     |
| 日月潭邵族調查報告                              | 陳奇祿                                                               | 南天書局                     | 1996     |
| 臺灣排灣群諸族木彫標本圖錄                      | 陳奇祿                                                               | 南天書局                     | 1996     |
| 生活雜誌精粹                                    | 薛曼、陳奇祿、大衛·愛德華                                            | 時代公司                     | 1996     |
| 社會人類學                                      | 伊凡·普里查、陳奇祿、王崧興                                          | 唐山出版社                   | 1997     |
| 從帝大到臺大                                    | 陳奇祿                                                               | 國立臺灣大學出版中心         | 2002     |
| 陳奇祿書畫集                                    | 陳奇祿、林金悔                                                       | 行政院文化建設委員會         | 2003     |
| 臺灣風土：臺灣原住民諸族的傳統工藝-陳奇祿書畫集 | 陳奇祿                                                               | 正因文化                     | 2006     |

## 家族
- 陳奇祿妻子張若為首任屏東縣縣長張山鐘五女，張豐緒為陳奇祿小舅子。

## 傳記及研究書目
- 陳怡真，2004，《澄懷觀道：陳奇祿先生訪談錄》，台北：國史館。

## 資料來源
- 中央研究院院士會議
- 董事陳奇祿介紹

| 官衔   | 官衔                                                              | 官衔          |
| ------ | ----------------------------------------------------------------- | ------------- |
| 行政院 |                                                                   |               |
| 首任   | 行政院文化建設委員會主任委員 第一任 1981年11月11日－1988年7月26日 | 繼任： 郭為藩 |